# 484

## Събития
- Теодорих Велики води заедно с Йоан Скита войските на Зенон за потушаване на въстанието на Ило в Исаврия, в Мала Азия.

## Родени
- Теодорих I (крал на Австразия)

## Починали
- Елия Верина, съпруга на император Лъв I